# Душилово (Ленинградская область)
Душилово — деревня в Серебрянском сельском поселении Лужского района Ленинградской области.

## История
Впервые упоминается в писцовых книгах Шелонской пятины 1498 года, как три смежных деревни Душилово в Дремяцком погосте Новгородского уезда.
Как деревня Душилова она обозначена на карте Санкт-Петербургской губернии Ф. Ф. Шуберта 1834 года.
Деревня Душилова отмечена на карте профессора С. С. Куторги 1852 года.

ДУШИЛОВО — деревня господина Вараксина, по просёлочной дворов, число дворов — 2, число душ — 4 м. п. (1856 год)

ДУШИЛОВО — деревня, число жителей по X-ой ревизии 1857 года: 9 м. п., 8 ж. п.

ДУШИЛОВО — деревня владельческая при ключе, число дворов — 2, число жителей: 4 м. п., 6 ж. п. (1862 год)

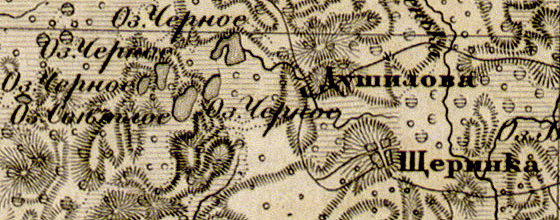
Деревня Душилово на карте 1863 года

Согласно карте из «Исторического атласа Санкт-Петербургской Губернии» 1863 года деревня называлась Душилова.
В 1864—1865 годах временнообязанные крестьяне деревни выкупили свои земельные наделы у Н. Н. Вараксина и стали собственниками земли.
Согласно подворной описи 1882 года:

ДУШИЛОВО — деревня Ильженского общества Городецкой волости
  
домов — 8, душевых наделов — 9, семей — 5, число жителей — 20 м. п., 12 ж. п.; разряд крестьян — собственники

Согласно материалам по статистике народного хозяйства Лужского уезда 1891 года, имение при селении Душилово площадью 186 десятин принадлежало купцу И. В. Якшинскому, имение было приобретено в 1883 году.
В XIX веке деревня административно относилась ко 2-му стану Лужского уезда Санкт-Петербургской губернии, в начале XX века — к Городецкой волости 5-го земского участка 4-го стана.
По данным «Памятной книжки Санкт-Петербургской губернии» за 1905 год деревня Душилово входила в Ильженское сельское общество.

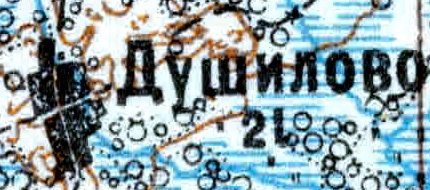
Деревня Душилово карте 1926 года

Согласно топографической карте 1926 года деревня насчитывала 21 двор.
По данным 1933 года деревня Душилово входила в состав Смердовского сельсовета Лужского района.
По данным 1966 года деревня Душилово также входила в состав Смердовского сельсовета.
По данным 1973 и 1990 годов деревня Душилово входила в состав Серебрянского сельсовета.
В 1997 году в деревне Душилово Серебрянской волости проживал 1 человек, в 2002 году — 4 человека (все русские).
В 2007 году в деревне Душилово Серебрянского СП вновь проживал 1 человек.

## География
Деревня расположена в южной части района к северо-западу от автодороги 41К-146 (Городок — Серебрянский).
Расстояние до административного центра поселения — 12 км.
Деревня находится к западу от железнодорожной линии Луга — Псков. Расстояние до железнодорожной станции Луга I — 22 км.
К востоку от деревни протекает река Ширенка.

## Демография
| 1862 | 1997 | 2007 | 2010 | 2017 |
| ---- | ---- | ---- | ---- | ---- |
| 10   | ↘1   | →1   | ↘0   | ↗1   |

## Улицы
Лесной переулок, Садовый переулок, Солнечная.